# Temnothorax jailensis
Temnothorax jailensis (лат.) — вид мелких муравьёв трибы Crematogastrini из подсемейства Myrmicinae семейства Formicidae. Встречаются в восточной Европе: эндемик горного Крыма. Мелкие красновато-бурые муравьи (рабочие 2—3 мм, самки около 5 мм). Проподеальные шипики на заднегруди развиты. Стебелёк между грудкой и брюшком состоит из двух члеников: петиолюса и постпетиолюса (последний чётко отделён от брюшка), жало развито, куколки голые (без кокона). Горные леса на высоте 600—900 м, гнёзда в древесине. Вид был впервые описан в 1977 году советским мирмекологом Константином Владимировичем Арнольди по материалам, собранным им же самим в горном Крыму в 1947 году.